# Lithobius aureus
Lithobius aureus är en mångfotingart som beskrevs av John McNeill 1887. Lithobius aureus ingår i släktet Lithobius och familjen stenkrypare. Inga underarter finns listade i Catalogue of Life.